# Kitchee SC
A Kitchee Sports Club (kínaiulː 傑志體育會) egy 1931-ben alapított hongkongi labdarúgóklub. Jelenleg a hongkongi első osztályban szerepel. Mérkőzéseit a 6 ezer néző befogadására alkalmas Mong Kok Stadionban játssza.

## Jelenlegi keret
2018. januárja szerint
| #  |     | Poszt | Név             |
| -- | --- | ----- | --------------- |
| 1  | HKG | K     | Wang Zhenpeng   |
| 2  | HKG | V     | Fernando Recio  |
| 3  | HKG | V     | Dani Cancela    |
| 5  | HKG | V     | Hélio           |
| 6  | GER | KP    | Zhi-Gin Lam     |
| 7  | BRA | KP    | Fernando        |
| 8  | HKG | CS    | Alex Akande     |
| 9  | BRA | CS    | Lucas Silva     |
| 10 | HKG | KP    | Lam Ka Wai      |
| 11 | HKG | CS    | Sandro          |
| 12 | HKG | V     | Lo Kwan Yee ()  |
| 13 | HKG | V     | Li Ngai Hoi     |
| 14 | HKG | CS    | Jordi Tarrés    |
| 15 | HKG | CS    | Christian Annan |
| 16 | AUS | KP    | Jared Lum       |

| #  |     | Poszt | Név               |
| -- | --- | ----- | ----------------- |
| 17 | HKG | CS    | Paulinho          |
| 18 | URU | CS    | Diego Forlán      |
| 19 | HKG | KP    | Huang Yang        |
| 21 | HKG | V     | Tong Kin Man      |
| 23 | HKG | K     | Guo Jianqiao      |
| 28 | HKG | CS    | Cheng Chin Lung   |
| 30 | HKG | K     | Wong Tsz Ho       |
| 32 | HUN | KP    | Vadócz Krisztián  |
| 34 | ISR | KP    | Barak Braunshtain |
| 35 | PHI | KP    | Mark Swainston    |
| 36 | HKG | CS    | Robert Stamp      |
| 38 | KOR | V     | Kim Dong-jin      |
| 67 | HKG | CS    | Seb Buddle        |
| 90 | KOR | V     | Kim Bong-jin      |

## Mezek: gyártók és szponzorok
| Időszak   | Gyártók | Mezszponzorok              |
| --------- | ------- | -------------------------- |
| 2003–2004 | Umbro   | Xplore                     |
| 2004–2008 | Mizuno  | Canon                      |
| 2008–2013 | Nike    | Canon                      |
| 2013–2018 | Nike    | Jockey Club Kitchee Centre |
| 2018–2019 | Nike    | edps Systems Ltd.          |

## Sikerek
- Hongkongi bajnokság

Győztes (11): 1947-48, 1949-50, 1963-64, 2010-11, 2011-12, 2013-14, 2014-15, 2016-17, 2017-18, 2019-20, 2020-21
- Hongkongi FA-kupa

Győztes (4): 2011-12, 2012-13, 2014-15, 2016-17
- Hongkongi ligakupa

Győztes (5): 2005-06, 2006-07, 2011-12, 2014-15, 2015-16

## Vezetőedzők
- 20??-2019 Chu Chi Kwong
- 2019-20?? Blaž Slišković
- 20??-20?? Chu Chi Kwong